# Бездоганні
«Бездоганні» (англ. Flawless) — фільм режисера Джоеля Шумахера. Психологічна драма з елементами комедії. Фільм знятий в США в 1999.

## Зміст
Вольтер Кунц (Де Ніро), раніше енергійний і здоровий чоловік зі стабільним достатком, після виходу на пенсію змушений підтримувати скромне існування. Знімне житло, неприємне, особливо для гомофоба Кунца, сусідство — геї, повії, наркомани. Вольтер переносить інсульт. Наслідки — рухові розлади і порушення мови. Як один з методів відновлення артикуляції лікар радить Кунцу брати уроки співу. Не маючи можливості запросити платного фахівця з постановки мови, він змушений звернутися за допомогою до свого сусіда (Хоффман) — учасника театралізованого шоу трансвеститів. Рости — транссексуал, який готується до операції зі зміни статі, яскрава і незвичайна індивідуальність. Долаючи взаємну неприязнь і упередженість, вони у взаємодії виявляють між собою багато спільного. Необхідним елементом фільму є його емоційна і різноманітна звукова доріжка. У фільмі використані композиції Тейлор Дейн, Шер, Джері Холлівелл, Бой Джорджа, Мадонни і оригінальні мелодії композитора фільму Брюса Робертса.

## Ролі
| Актор                | Роль            |
| -------------------- | --------------- |
| Роберт Де Ніро       | Вольтер Кунц    |
| Філіп Сеймур Гоффман | Расті           |
| Скіп Суддат          | Томмі           |
| Баррі Міллер         | Леонард Вілкокс |
| Кріс Бауер           | Жако            |
| Дафна Рубін-Вега     | Тіа             |
| Рорі Кокрейн         | Поґо            |

## Знімальна група
- Режисер — Джоел Шумахер
- Сценарист — Джоел Шумахер
- Продюсер — Джейн Розенталь, Джоел Шумахер, Роберт Де Ніро
- Оператор — Деклан Куінн
- Композитор — Брюс Робертс